# Mantel (Bawaria)
Mantel – gmina targowa w Niemczech, w kraju związkowym Bawaria, w rejencji Górny Palatynat, w regionie Oberpfalz-Nord, w powiecie Neustadt an der Waldnaab. Leży około 12 km na południowy zachód od Neustadt an der Waldnaab, nad rzeką Haidenaab.